# أل كوستيلو
أل كوستيلو (بالإيطالية: Al Costello؛ بالإنجليزية: Al Costello) هو مصارع محترف إيطالي وأسترالي، ولد في 14 ديسمبر 1919 في Lingua ‏ في إيطاليا، وتوفي في 22 يناير 2000 بسبب ذات الرئة.

## وصلات خارجية
- أل كوستيلو على موقع WrestlingData.com (الإنجليزية)
- أل كوستيلو على موقع CageMatch worker (الإنجليزية)
- أل كوستيلو على موقع قاعدة بيانات المصارعة على الإنترنت (الإنجليزية)
- أل كوستيلو على موقع عالم المصارعة على الإنترنت (الإنجليزية)
- أل كوستيلو على موقع عالم المصارعة على الإنترنت (الإنجليزية)